# Orion de Thèbes
Orion de Thèbes, mort vers 460, est un grammairien du Ve siècle de Thèbes.

## Biographie
Il a enseigné à Alexandrie, Césarée en Cappadoce et Constantinople. Il a été le professeur de Proclus le néo-platonicien, et d'Eudocia, l'épouse de l'empereur Théodose II.
Il était l'auteur d'un lexique étymologique en partie existant (éd. FW Sturz, 1820), largement utilisé par les compilateurs de l'Etymologicum magnum, de l'Etymologicum Gudianum et d'autres. Il est aussi à l'origine d'un recueil de maximes en trois livres, adressé à Eudocia, lui aussi attribué par Suidas, existe toujours dans un manuscrit de Varsovie[pas clair].